# Ballon Comics
Ballon Comics was een Nederlandstalige stripuitgever uit Antwerpen. Ballon Comics was een van de onderdelen van Ballon Media, de organisatie die Balloon Books (de distributeur) en de uitgeverij bundelde. Het ging op in Standaard Uitgeverij.
Voorheen stond de uitgeverij bekend als De Stripuitgeverij en vervolgens Mezzanine. Enkele stripreeksen die bij Ballon Comics werden uitgegeven, zijn Jommeke, Biep en Zwiep, Kid Paddle, Game Over en Sisters. De uitgever was voorts bekend van strips rond bekende Vlamingen en televisiereeksen, zoals K3 (De avonturen van K3), Flikken, The Simpsons, Jean-Michel Saive, Familie Backeljau, Windkracht 10, Get Ready!, Rugrats en Kim Kay.
Ballon Comics verzorgde eveneens de Nederlandstalige uitgaven van de strips van onder meer Dupuis (Largo Winch, De Blauwbloezen, Robbedoes en Kwabbernoot e.a.), Dargaud (XIII, Murena, De Schorpioen, Garfield e.a.), Le Lombard (Thorgal, Alfa, I.R.$. e.a.), Marsu Productions (Guust, Marsupilami, Natasja e.a.), Lucky Comics (Lucky Luke, Rataplan, Kid Lucky), Kana (Death Note, Naruto, Bleach e.a.) en Casterman (Kuifje e.a.).
Op 1 januari 2020 fuseerde Ballon Media met Standaard Uitgeverij. Het fusiebedrijf heet Standaard Uitgeverij. De uitgeverij kondigde een jaar later aan dat enkele imprints, waaronder Ballon Comics en Blloan, vanaf 2021 zouden gaan verdwijnen. Sindsdien verschijnen de strips onder de naam van Standaard Uitgeverij.